# Tina More
Tittina Del Carmen Civilile (30 tháng 6 năm 1983), còn được gọi là Tina More, là một ca sĩ nhạc điện tử người Venezuela gốc Ý. Một trong những bản hit của cô là Touch Me, phát hành năm 2009 và được phối lại vào năm 2010.